# Idactus verdieri
Idactus verdieri là một loài bọ cánh cứng trong họ Cerambycidae.